# Darth Maul: Apprentice
Darth Maul: Apprentice è un corto fan film tedesco basato su Guerre Stellari, creato da Shawn Bu e Vi-Dan Tran della società cinematografica con sede in Germania, T7 Production. Il film è incentrato su Darth Maul, un cattivo del franchise di Guerre Stellari, in particolare Star Wars: Episodio I - La minaccia fantasma. Il corto è stato pubblicato su YouTube il 5 marzo 2016. Il corto è stato realizzato con un budget di 25.000 dollari.
Nella prima settimana su YouTube, il film ha raggiunto oltre cinque milioni di visualizzazioni. A partire dal 12 maggio 2020, ha accumulato oltre 25.600.000 di visualizzazioni.

## Trama
Su un pianeta sconosciuto, Darth Maul allena le proprie abilità e studia i suoi avversari per completare il suo addestramento Sith sotto Darth Sidious. Durante l'addestramento, un drone di stanza in orbita attorno al pianeta riporta un'astronave in avvicinamento. Per rimanere nascosto e completare il suo addestramento in segreto, Maul decide di uccidere gli intrusi prima che scoprano il suo nascondiglio e lo riferiscano. È stato rivelato che il gruppo è composto da sei Jedi. Maul uccide rapidamente uno scout Jedi, che attira l'attenzione degli altri cinque Jedi e lo combattono. Nonostante sia in minoranza, Maul uccide con successo gli altri Jedi, ad eccezione di un Maestro Jedi e del suo Padawan. Riescono comunque a prendere il sopravvento e Maul sembra ritirarsi. I Jedi lo seguono attraverso un canyon, ma si imbattono in una trappola creata da Maul. Supera il Padawan e uccide il Maestro Jedi. Proprio quando Maul sta per uccidere il Padawan, interviene uno dei presunti morti Jedi, e questo dà abbastanza tempo per la fuga del Padawan. Maul raggiunge il Padawan nel mezzo di una radura, e continuano a duellare. Maul la combatte a terra ed è restio a ucciderla, ma nota che il drone della videocamera del suo padrone lo circonda e uccide il Padawan. Sidious appare come un ologramma a Maul per esprimere come è contento del risultato di Maul e dichiara che il suo addestramento è completo. Questo è quando Sidious spiega anche che ha guidato gli Jedi sul pianeta dove Maul si stava addestrando per poterli uccidere e che avrebbe segnato "l'inizio della fine per tutti gli Jedi".

## Produzione

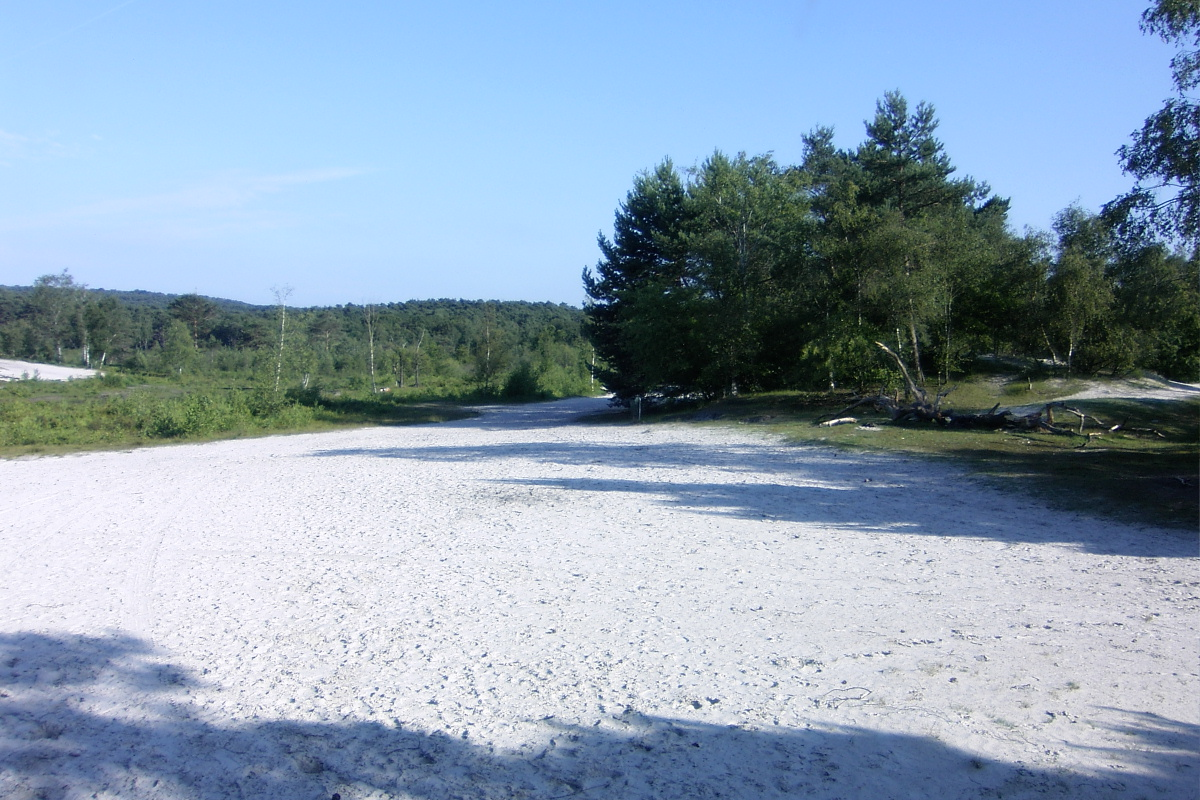
Le aree sabbiose aperte del Brunssummerheide servivano come luogo per la lotta finale.

Come parte della sua tesi di laurea in design della comunicazione presso la FH Aachen, il regista Shawn Bu ha lavorato per due anni al film.
Circa 70 persone sono state coinvolte nella produzione.

### Riprese
Le riprese sono durate diciotto giorni in totale dal 14 settembre 2014 all'11 novembre 2015.
Le riprese si sono svolte a Bollendorf, Eifel, Germania per dieci giorni, Teufelsschlucht, Eifel, Germania per tre giorni a marzo e giugno 2015, Brunssummerheide, Paesi Bassi per tre giorni a ottobre 2015, e in uno studio ad Aquisgrana, Germania per due giorni a dicembre 2014 e novembre 2015.

## Accoglienza

### Critica
Darth Maul: Apprentice ha ricevuto recensioni positive da parte della critica e del pubblico.
Andrew Liptak di io9 ha elogiato le battaglie con la spada laser, la fotografia e l'ambientazione. Blake Rodgers di Nerdist non solo ha elogiato le battaglie con la spada laser, la fotografia, ma anche la storia. Rick Marshall di Digital Trends ha elogiato la rappresentazione di Maul e il trucco di Ben Schamma, ma è rimasto deluso dalla durata del film. Ryan Downey di AltPress ha dichiarato: "è una storia autonoma tesa, intima, piena di azione" e ha elogiato gli effetti speciali, i costumi e la coreografia di combattimento. Ethan Anderton di SlashFilm ha affermato che gli effetti speciali della spada laser erano "... abbastanza ben fatti ...", tuttavia, ha elogiato la coreografia di combattimento, insieme alla fotografia. Jeff Spry di Syfy Wire ha classificato il film numero due nella sua lista dei quattordici migliori fan film di Star Wars. Ha descritto la produzione come spettacolare e ha elogiato le battaglie con la spada laser, la coreografia e l'ambientazione. Jeremy Fuster di TheWrap ha classificato il film numero nove nella sua lista degli undici migliori fan film di Star Wars, e ha dichiarato: "... [presenta] il miglior combattimento con la spada laser che vedrai in qualsiasi film di fan". Sul sito web di The Independent, Jacob Stolworthy descrive Darth Maul: Apprentice come "davvero avvincente" e "migliore di un certo numero di successi di Hollywood". Secondo l'opinione di Sebastian Honekamp su Die Welt, il film "non si nasconde dai film originali di Star Wars"

## Riconoscimenti
- 2016 – Webvideopreis Deutschland (Premio per il video Web tedesco)
  - Miglior video dell'anno
- 2017 – Goldene Kamera Digital Award (Premio digitale per la fotocamera d'oro)
  - Candidato alla Categoria ##ViralerClip